# Домино (костюм)
До́мино, до́мина (итал. domino, от лат. dominus — господин) — первоначально одежда католического духовенства Италии и Испании, род плаща, накидывавшегося на плечи с меховым капюшоном для защиты от непогоды. Позднее домино видоизменилось, превратившись в широкий плащ любого цвета с капюшоном, закрывающим лицо. Со второй половины XVI века так стали называть накидку с рукавами и капюшоном, которую мужчины и женщины надевали на маскарад в сочетании с маской (чаще с венецианской баутой). Свободно ниспадая, плащ укрывал всё тело. В XIX веке домино, следуя моде, стали украшать лентами, кружевом, бантами; в первой половине столетия домино спереди плотно закрыты. Первое время на петербургских маскарадах допускался только один костюм — домино.
Домино называли и человека, одетого в такой костюм:

Злою скукой томимый давно
У колонн встретил я домино.
— (Яков Полонский — «Маска»)

С XIX века и до наших дней домино с пуговицами спереди сохранился именно как маскарадный костюм с маской.
- Опера комик «Чёрное домино[фр.]» (1837) Даниэля Обера.

- Питер Брейгель Старший. Мизантроп (1568). Музей Каподимонте, Неаполь (Италия)
- Г. К. Гроот Портрет Елизаветы Петровны в чёрном маскарадном домино с маской в руках (1748)
- Венецианский карнавал 2004 года. Слева крайняя баута в домино